# WWE Draft 2010
De WWE Draft 2010 was de achtste editie van Draft, dat geproduceerd werd door de Amerikaanse professioneel worstelpromotie WWE. De draft (trekking) nam plaats over twee dagen: de eerste dag was drie uur live op televisie op 26 april en het tweede deel, de "Supplemental Draft", werd gehouden op 27 april. De eerste dag werd uitgezonden op Raw, een maandagavond programma van WWE en de "Supplemental Draft" was beschikbaar op de officiële website van WWE.
Tijdens de liveshow gebeurt de trekking telkens na een wedstrijd. 

## Rooster selecties
In dit editie worden er worstelaar(ster)s genomineerd van Raw en SmackDown. 

### Live

#### Matchen
| # | Match | Aantekening                         | Winnaar(s)                          |
| - | --- | ----------------------------------- | ----------------------------------- |
| 1 | SmackDown: Team Lay-Cool vs. Raw: Maryse en Eve Torres | Tag team match voor 1 Diva trekking | SmackDown: Team Lay-Cool            |
| 2 | SmackDown: CM Punk vs. Raw: Evan Bourne | Gewone match voor 1 trekking        | SmackDown: CM Punk                  |
| 3 | Raw: Santino Marella, Ted DiBiase, Montel Vontavious Porter, Mark Henry en Yoshi Tatsu vs. SmackDown: Kane, R-Truth, Rey Mysterio, Drew McIntyre en Shad Gaspard | Battle royal voor 3 trekkingen      | Raw: Santino Marella en Ted DiBiase |
| 4 | SmackDown: Chris Jericho vs. Raw: Christian | Gewone match voor 1 trekking        | SmackDown: Chris Jericho            |
| 5 | SmackDown: Jack Swagger vs. Raw: John Morrison | Gewone match voor 1 trekking        | SmackDown: Jack Swagger             |
| 6 | SmackDown: Dolph Ziggler vs. Raw: Hornswoggle | Gewone match voor 1 trekking        | Raw: Hornswoggle                    |

#### Selecties
| # | Worstelaar(ster) | Van       | Naar      |
| - | ---------------- | --------- | --------- |
| 1 | Kelly Kelly      | Raw       | SmackDown |
| 2 | The Big Show     | Raw       | SmackDown |
| 3 | John Morrison    | SmackDown | Raw       |
| 4 | R-Truth          | SmackDown | Raw       |
| 5 | Edge             | SmackDown | Raw       |
| 6 | Kofi Kingston    | Raw       | SmackDown |
| 7 | Christian        | Raw       | SmackDown |
| 8 | Chris Jericho    | SmackDown | Raw       |

### Supplemental Draft
| #  | Worstelaar(ster)                | Van       | Naar      |
| -- | ------------------------------- | --------- | --------- |
| 9  | The Great Khali en Ranjin Singh | SmackDown | Raw       |
| 10 | Chavo Guerrero                  | Raw       | SmackDown |
| 11 | Cody Rhodes                     | Raw       | SmackDown |
| 12 | Natalya                         | SmackDown | Raw       |
| 13 | Chris Masters                   | Raw       | SmackDown |
| 14 | Ezekiel Jackson                 | SmackDown | Raw       |
| 15 | Goldust                         | SmackDown | Raw       |
| 16 | Hornswoggle                     | Raw       | SmackDown |
| 17 | Rosa Mendes                     | Raw       | SmackDown |
| 18 | The Hart Dynasty                | SmackDown | Raw       |
| 19 | Montel Vontavious Porter        | Raw       | SmackDown |